# Asahi Breweries
Asahi Breweries (яп. アサヒグループホールディングス株式会社) — японська транснаціональна компанія зі штаб-квартирою в Токіо, яка займається виробництвом та реалізацією напоїв.

## Історія
Заснована в Осаці у 1889 році як «Osaka Breweries». Під час Першої світової війни на пивоварному заводі працювали полонені німці.
У 1990 році «Asahi» придбала 19,9 % акцій австралійської компанії «Elders Limited», яка згодом стала «Foster's Group», а пізніше була продана «SABMiller».
У 2009 році придбала австралійську філію «Schweppes» — «Schweppes Australia».
На початку 2009 року викупила 19,9 % акцій пивоварні «Tsingtao» у «Anheuser-Busch InBev» за 667 млн дол.
У липні 2011 року придбала новозеландську марку соку «Charlie's» і австралійського виробника води і соків «P&N Beverages».
У серпні 2011 року придбала новозеландську компанію-виробника алкогольних напоїв «Vodka Cruiser».
У 2013—2015 роках купила «Mountain Goat Brewery».
У 2016 році компанія придбала ряд європейських пивоварень у «Anheuser-Busch InBev».
У 2019 році дохід компанії склав 2,1 трильйона єн. Бізнес-портфель Asahi можна сегментувати наступним чином: алкогольний бізнес (40,5%), закордонний бізнес (32%), безалкогольні напої (17,2%), харчовий бізнес (5,4%) та «інший» бізнес (4,9%).  Asahi, з часткою ринку 37%, є найбільшою пивоварнею Японії, за якою йдуть Kirin Beer з 34% та Suntory з 16%.  Asahi також займає велику частку ринку в багатьох європейських країнах, наприклад, частка ринку пива в Чехії становить 44%, у Польщі – 32%, у Румунії – 36%, в Італії – 18%. 